# Élie Youan
Thody Élie Youan (Nantes, 7 april 1999) is een Frans voetballer die in het seizoen 2022/23 door FC St. Gallen wordt uitgeleend aan Hibernian FC.

## Clubcarrière
Youan genoot zijn jeugdopleiding bij FC Nantes. In 2016 maakte hij zijn officiële debuut in het tweede elftal van de club, dat toen in de CFA speelde. In januari 2018 ondertekende hij er zijn eerste profcontract. Youan stroomde uiteindelijk ook door naar het eerste elftal van de club: op 24 mei 2019 liet trainer Vahid Halilhodžić hem op de slotspeeldag van de Ligue 1 invallen tegen RC Strasbourg, een wedstrijd die Nantes met 0-1 verloor.
In het seizoen 2020/21 trok Youan op uitleenbasis naar de Zwitserse eersteklasser FC St. Gallen. In mei 2021 lichtte de club de aankoopoptie in het huurcontract. Youan zette er in het seizoen 2021/22 zijn goede vorm voort: halfweg de competitie stond zijn teller op zeven doelpunten (zes in de competitie en één in de Beker van Zwitserland). Halfweg de wintermercato kon de Fransman rekenen op interesse van een Spaanse tweedeklasser, maar St. Gallen wilde hem toen niet laten gaan. Toen er na de 1-5-zege van St. Gallen bij FC Lausanne-Sport op 30 januari 2022 een incident plaatsvond tussen Youan en trainer Peter Zeidler, werd er uiteindelijk toch naar een oplossing gezocht. Op 31 januari 2022 zette hij amper dertien minuten voor het verstrijken van de transferdeadline zijn handtekening onder een huurcontract tot het einde van het seizoen bij de Belgische eersteklasser KV Mechelen. De Mechelaars bedongen ook een aankoopoptie in het huurcontract. Youan zette  het huurcontract, waarin ook een aankoopoptie zat. De uitleenbeurt werd echter geen groot succes: Youan kreeg slechts vier invalbeurten van trainer Wouter Vrancken, waarvan slechts een vóór de 80e minuut. De aankoopoptie werd op het einde van het seizoen niet gelicht.
In juni 2022 leende St. Gallen hem opnieuw uit, ditmaal aan de Schotse eersteklasser Hibernian FC.

## Statistieken
| Seizoen         | Club            | Competitie           | Competitie | Competitie | Beker | Beker | Europa | Europa | Totaal | Totaal |
| Seizoen         | Club            | Competitie           | Wed.       | Dlp.       | Wed.  | Dlp.  | Wed.   | Dlp.   | Wed.   | Dlp.   |
| --------------- | --------------- | -------------------- | ---------- | ---------- | ----- | ----- | ------ | ------ | ------ | ------ |
| 2018/19         | FC Nantes       | Ligue 1              | 1          | 0          | 0     | 0     | —      | —      | 1      | 0      |
| 2019/20         | FC Nantes       | Ligue 1              | 5          | 0          | 2     | 1     | —      | —      | 7      | 1      |
| 2020/21         | FC Nantes       | Ligue 1              | 0          | 0          | 0     | 0     | —      | —      | 0      | 0      |
| 2020/21         | → FC St. Gallen | Super League         | 29         | 5          | 3     | 0     | 1      | 0      | 33     | 5      |
| 2021/22         | FC St. Gallen   | Super League         | 18         | 6          | 2     | 1     | —      | —      | 20     | 7      |
| 2021/22         | → KV Mechelen   | Eerste klasse A      | 4          | 0          | 0     | 0     | —      | —      | 4      | 0      |
| 2022/23         | → Hibernian FC  | Scottish Premiership | 36         | 9          | 1     | 0     | —      | —      | 37     | 9      |
| Carrière totaal | Carrière totaal | Carrière totaal      | 90         | 20         | 8     | 2     | 0      | 0      | 101    | 22     |

## Interlandcarrière
Youan speelde tussen 2017 en 2019 jeugdinterlands voor Frankrijk.